# سیارک ۷۵۸۱
سیارک ۷۵۸۱ (به انگلیسی: 7581 Yudovich، نامگذاری:1990VY13) هفت هزار و پانصد و هشتاد و یکمین سیارک کشف شده‌است که در ۱۴ نوامبر ۱۹۹۰ کشف شد.
قدر مطلق سیارک برابر ۱۱٫۸۰ است.